# World Series 1945
Le World Series 1945 sono state la 42ª edizione della serie di finale della Major League Baseball al meglio delle sette partite tra i campioni della National League (NL) 1945, i Chicago Cubs e quelli della American League (AL), i Detroit Tigers. A vincere il loro secondo titolo furono i Tigers per quattro gare a tre.
Anche se la maggior parte delle ostilità nella seconda guerra mondiale erano terminate, i roster delle squadre soffrivano ancora della carenza di giocatori arruolati come militari. Era tuttavia presente l'Hall of Famer Hank Greenberg, che batté gli unici due fuoricampo della serie, segnò sette punti e batté otto punti a casa.

## Sommario
Detroit ha vinto la serie, 4-3.
| Gara | Data       | Risultato                                        | Stadio         | Tempo | Pubblico |
| ---- | ---------- | ------------------------------------------------ | -------------- | ----- | -------- |
| 1    | 3 ottobre  | Chicago Cubs – 9, Detroit Tigers – 0             | Briggs Stadium | 2:10  | 54.637   |
| 2    | 4 ottobre  | Chicago Cubs – 1, Detroit Tigers – 4             | Briggs Stadium | 1:47  | 53.636   |
| 3    | 5 ottobre  | Chicago Cubs – 3, Detroit Tigers – 0             | Briggs Stadium | 1:55  | 55.500   |
| 4    | 6 ottobre  | Detroit Tigers – 4, Chicago Cubs – 1             | Wrigley Field  | 2:00  | 42.923   |
| 5    | 7 ottobre  | Detroit Tigers – 8, Chicago Cubs – 4             | Wrigley Field  | 2:18  | 43.463   |
| 6    | 8 ottobre  | Detroit Tigers – 7, Chicago Cubs – 8 (12 inning) | Wrigley Field  | 3:28  | 41.708   |
| 7    | 10 ottobre | Detroit Tigers – 9, Chicago Cubs – 3             | Wrigley Field  | 2:31  | 41.590   |

## Hall of Famer coinvolti
- Umpire: Jocko Conlan
- Tigers: Hank Greenberg, Hal Newhouser
- Cubs: nessuno